# Religioni in Mali
La religione più diffusa in Mali è l'islam. Secondo una statistica del 2010, i musulmani sono il 94% della popolazione e sono in maggioranza sunniti; il cristianesimo è seguito dal 3% della popolazione e le religioni africane tradizionali dal 2,8% della popolazione, mentre lo 0,2% della popolazione segue altre religioni o non segue alcuna religione. Una stima del Pew Research Center riferita allo stesso anno conferma sostanzialmente questi dati, dando i musulmani al 94,4% della popolazione, i cristiani al 2,4% della popolazione e le religioni africane al 2,7% della popolazione, mentre il restante 0,5% della popolazione segue altre religioni o non segue alcuna religione. Una stima del 2015 dell'Association of Religion Data Archives (ARDA) dà i musulmani all’87% circa della popolazione, i cristiani al 3,4% circa della popolazione e le religioni africane tradizionali al 9,5% circa della popolazione, mentre lo 0,1% circa della popolazione non segue alcuna religione.

## Religioni presenti

### Islam
La maggioranza dei musulmani del Mali è sunnita e segue la corrente malikita; una parte di essi è influenzata dal sufismo. Sono presenti anche minoranze di ahmadiyya e di sciiti. 

### Religioni africane
Le religioni africane tradizionali basate sull'animismo sono seguite in Mali principalmente nei villaggi e nelle zone rurali. Tali religioni sono basate sulla fede in un essere supremo e negli spiriti. Molta importanza hanno la venerazione degli spiriti degli antenati e la credenza nella magia e nella medicina tradizionale. Una forma di religione tradizionale in Mali è quella del popolo Dogon, che crede in un creatore supremo chiamato Amma e in spiriti ancestrali come i Nommo.

### Altre religioni
In Mali è presente un piccolissimo gruppo di seguaci del bahaismo.